# Ngingas
Ngingas is een bestuurslaag in het regentschap Sidoarjo van de provincie Oost-Java, Indonesië. Ngingas telt 13.733 inwoners (volkstelling 2010).